# Matthias Dolderer
Matthias Dolderer (* 15. September 1970 in Ochsenhausen, Deutschland) ist ein deutscher Kunstflugpilot und im Jahr 2016 erster deutscher Gewinner der Red Bull Air Race Weltmeisterschaft.

## Karriere

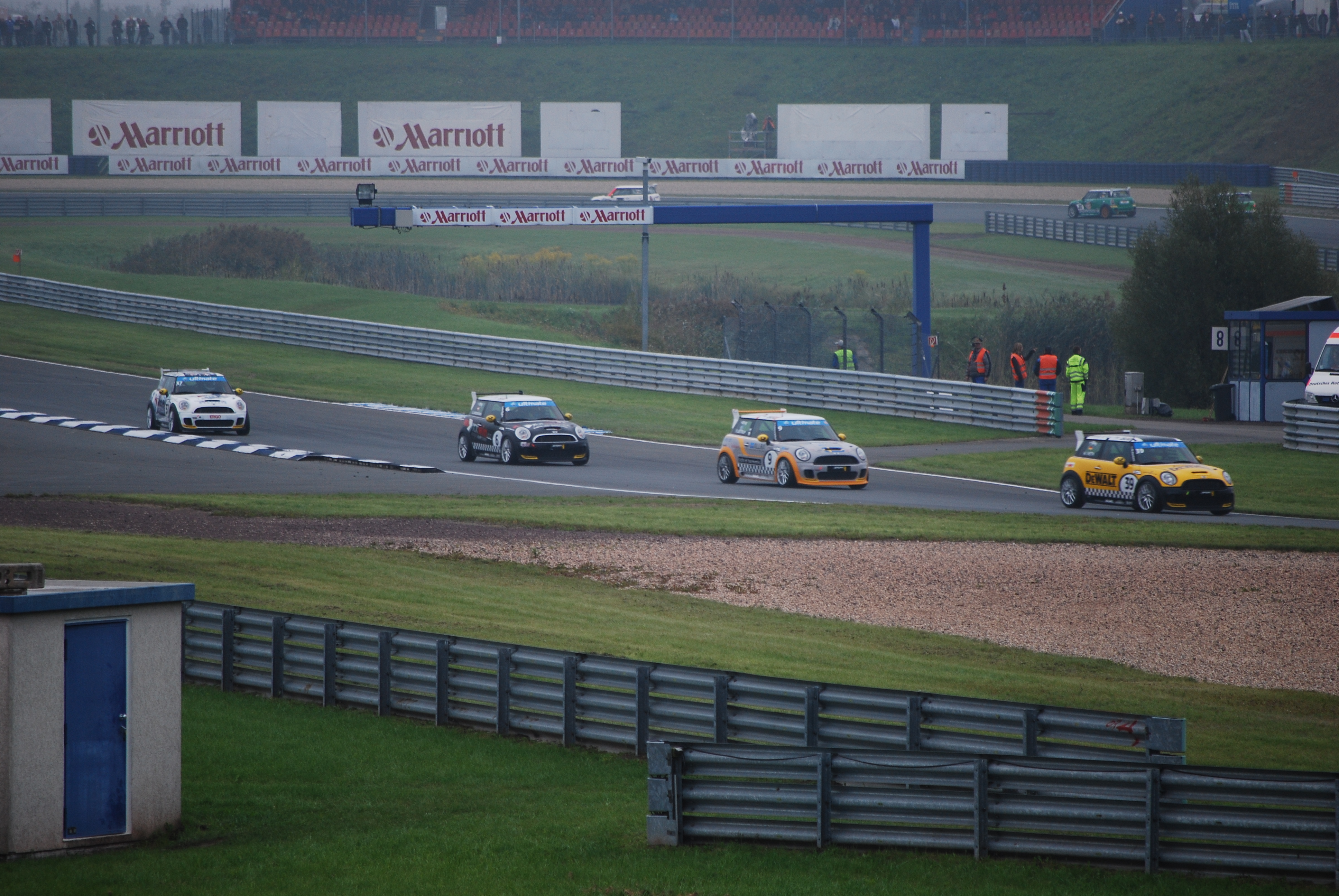
MINI Challenge 2010

### Anfänge
Zunächst absolvierte Dolderer eine Ausbildung zum Industriekaufmann. Seine fliegerische Karriere begann schon viel früher auf dem elterlichen Flugplatz in Tannheim in Oberschwaben. Mit 13 Jahren unternahm er hier seinen ersten Alleinflug in einem Segelflugzeug. Im Jahre 1988 erhielt er als jüngster Deutscher eine Ultraleichtflug-Lizenz. Nur wenige Tage später erreichte er bei den Deutschen Meisterschaften den dritten Platz. Zwischen 1988 und 1991 nahm Dolderer im Kader der deutschen Ultraleichtflug-Nationalmannschaft an mehreren Europa- und Weltmeisterschaften teil. Mit dem Titel des deutschen Meisters beendete er schließlich seine Karriere in dieser Luftsportart. Im gleichen Jahr wurde Dolderer Fluglehrer – ebenfalls als jüngster Deutscher. Zusammen mit seiner Schwester Verena übernahm er den familiengeführten Flugplatz Tannheim. Um ihre Leidenschaft für die Fliegerei mit anderen zu teilen, gründeten die beiden Tannkosh, einen internationalen Luftfahrttreff und mit über 1300 teilnehmenden Flugzeugen Europas größtes Fly-in. Mit 18 ist Dolderer deutscher Meister im Ultraleichtflug, mit 21 Weltmeister. Kurz zuvor, 1990, kam seine Schwester, auch sie Kunstpilotin, bei einem Flug ums Leben.
2002 wurde Dolderer offizielles Mitglied bei den Flying Bulls, für die er bis heute als Pilot auf mehreren Flugzeugtypen weltweit im Einsatz ist. Insgesamt hat er mehr als 300 Tage seines Lebens im Cockpit verbracht, dabei über 100 verschiedene Flugzeugtypen gesteuert und viele Airshows in ganz Europa absolviert.

### Privatleben
Matthias Dolderer lebt und trainiert in Tannheim. Aus der Beziehung mit der Fechterin Britta Heidemann hat er einen im Oktober 2020 geborenen Sohn. Das Paar trennte sich ein Jahr später.

### Soziales Engagement
Dolderer ist seit 2020 Botschafter der Laureus Sport for Good Foundation, die sich für die Integration sozial benachteiligter Kinder durch Sportprogramme engagiert.

### Motorsport
2010 und 2011 nahm er als Gaststarter an je einer Rennveranstaltung der Mini Challenge Deutschland teil und belegte 2011 in der Gesamtwertung den 22. Platz mit 12 Punkten.

### Wettbewerbskunstflug
Dolderer intensivierte im Sommer 2006 seine Kunstflugaktivitäten mit einer Extra 300; ein Jahr später nahm er an Kunstflug-Weltmeisterschaften in der Kategorie Unlimited teil. Nach dem Wechsel auf den Flugzeugtyp Extra 330 SC feierte Dolderer den Gewinn der deutschen Meisterschaft und erreichte auch hohe Platzierungen in internationalen Wettbewerben – immer in der Kategorie „Unlimited“.

## Erfolge

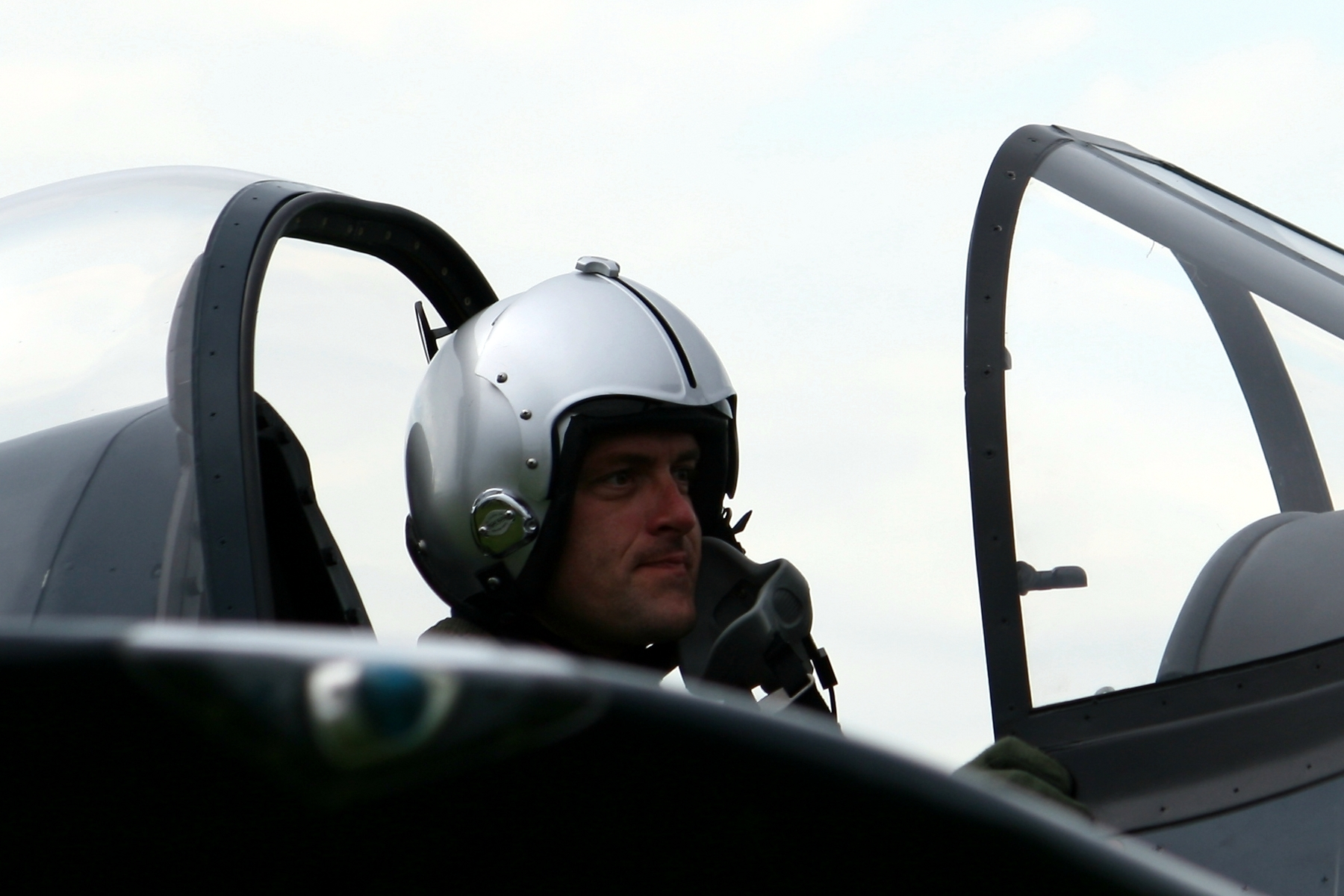
Matthias Dolderer bei der Tannkosh 2009

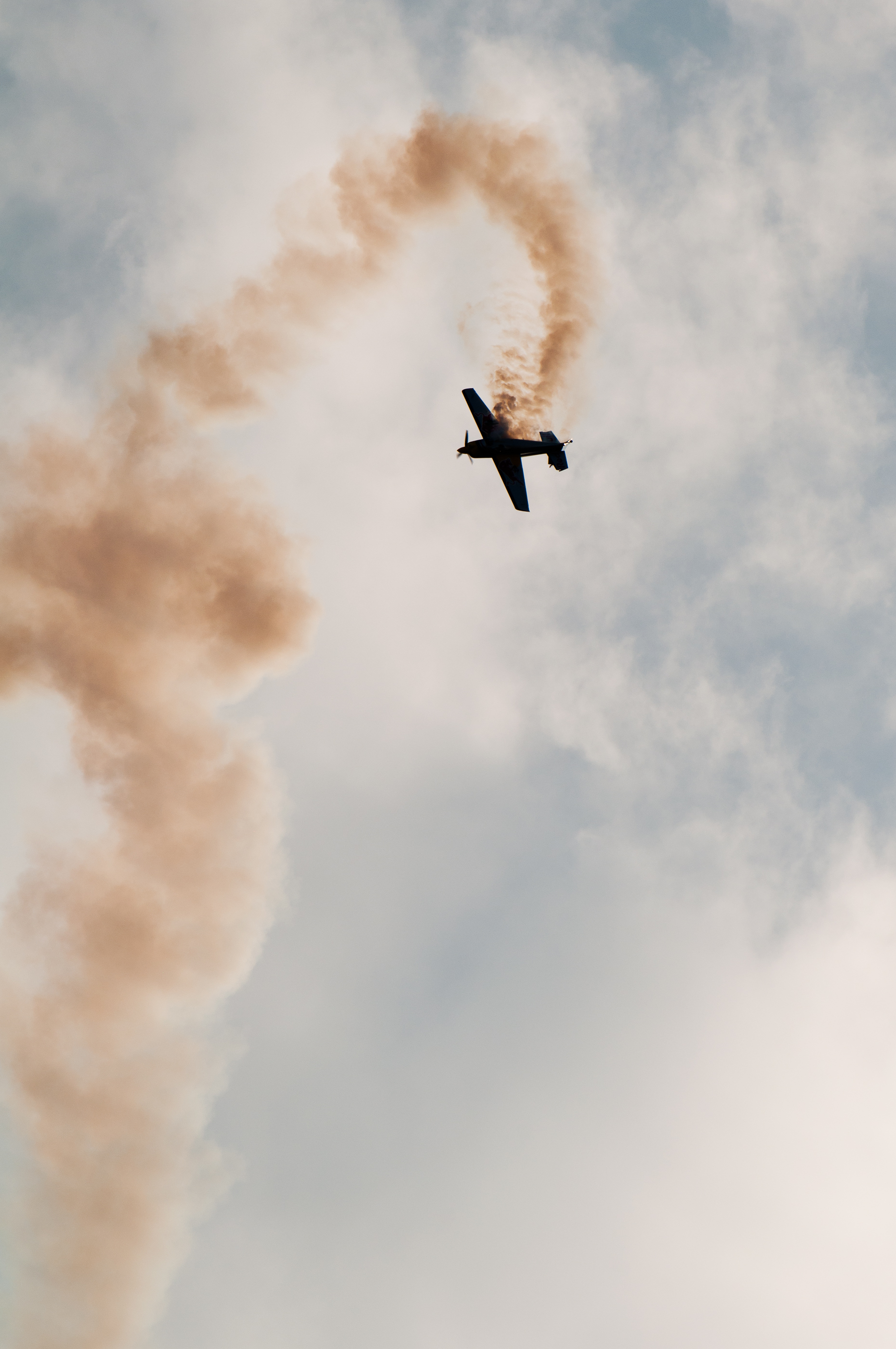
17. Oldtimer Fliegertreffen - Hahnweide (6.–8. September 2013) - Matthias Dolderer in seiner Zivko Edge 540

### Wettbewerbskunstflug
1988
- Europameisterschaft im Ultraleichtflug

1988–1991
- Deutsche Meisterschaft im Ultraleichtflug

1990
- Weltmeisterschaft im Ultraleichtflug

1991
- 1. Platz Deutsche Meisterschaft im Ultraleichtflug
- Europameisterschaft Ultraleichtflug

2006
- Deutsche Meisterschaft Motorkunstflug, Kategorie „Advanced“

2007
- Weltmeisterschaft Motorkunstflug, Kategorie „Unlimited“
- Deutsche Meisterschaft Motorkunstflug, Kategorie „Unlimited“

2008
- 1. Platz Deutsche Meisterschaft Motorkunstflug, Kategorie „Unlimited“[5][6]
- 2. Platz Deutsche Meisterschaft Motorkunstflug, Kategorie „Freestyle“
- 2. Platz World Aerobatics Cup, Kategorie „Unlimited“
- 19. Platz Europameisterschaft Motorkunstflug, Kategorie „Unlimited“
- Red Bull Air Race Superlizenz, Aktiver Rennstatus 2009

2009
- 3. Platz Red Bull Air Race Spanien 2009 / Best Rookie of the year

### Red Bull Air Race

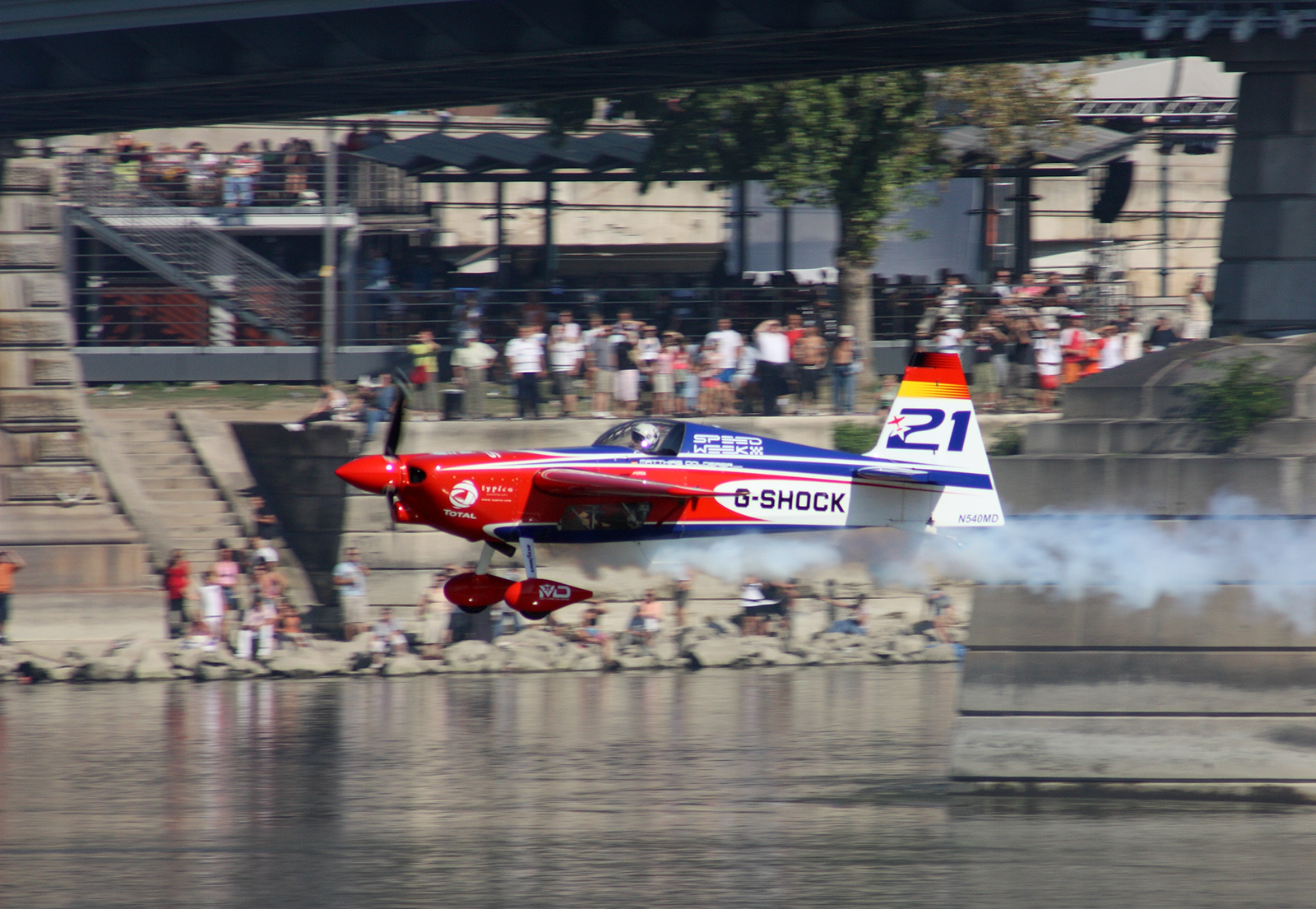
Matthias Dolderer in seiner Extra 330LX beim Red Bull Air Race in Budapest 2009

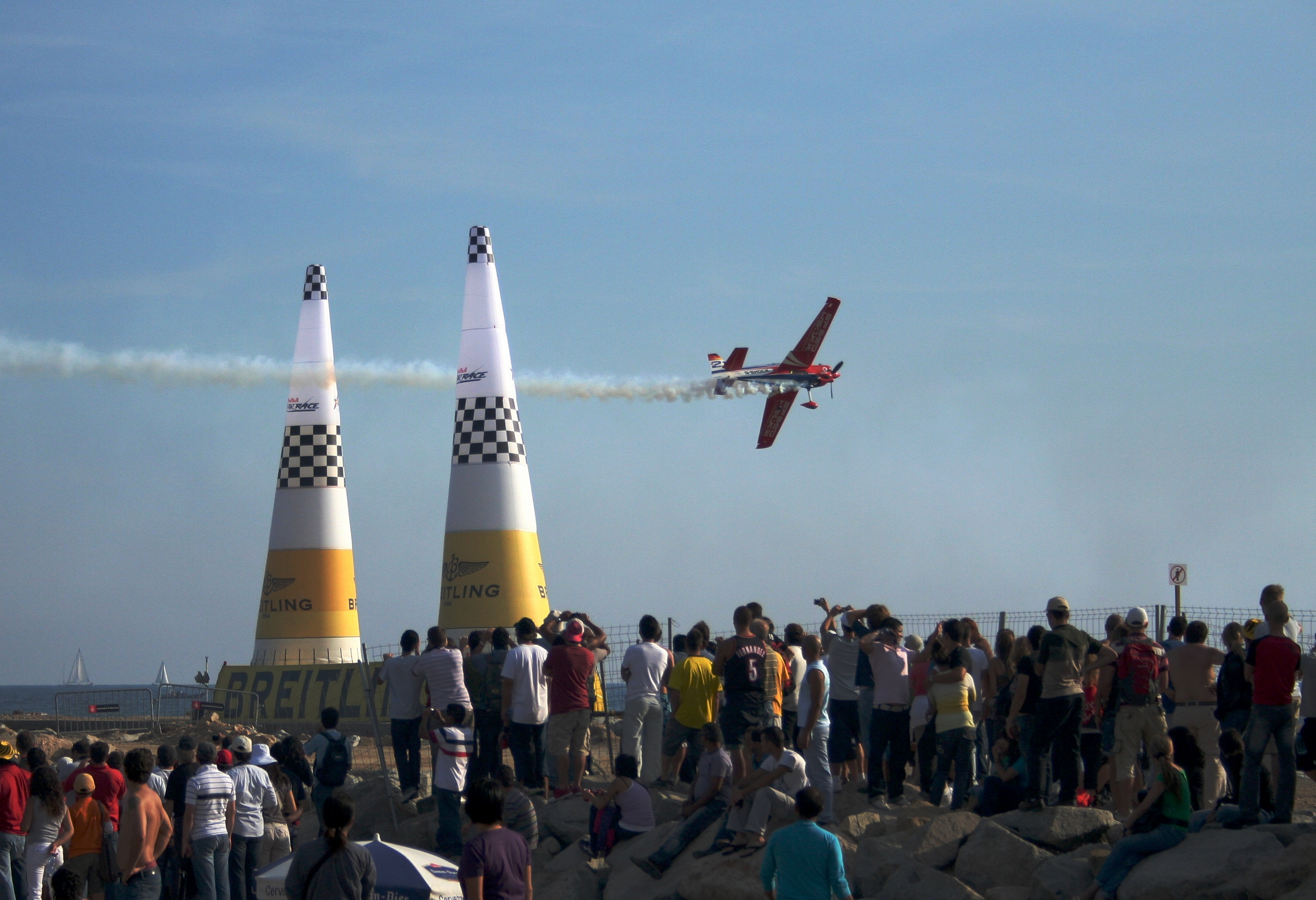
Durchflug der Zielkegel in der letzten Runde des Rennens in Barcelona (2009)

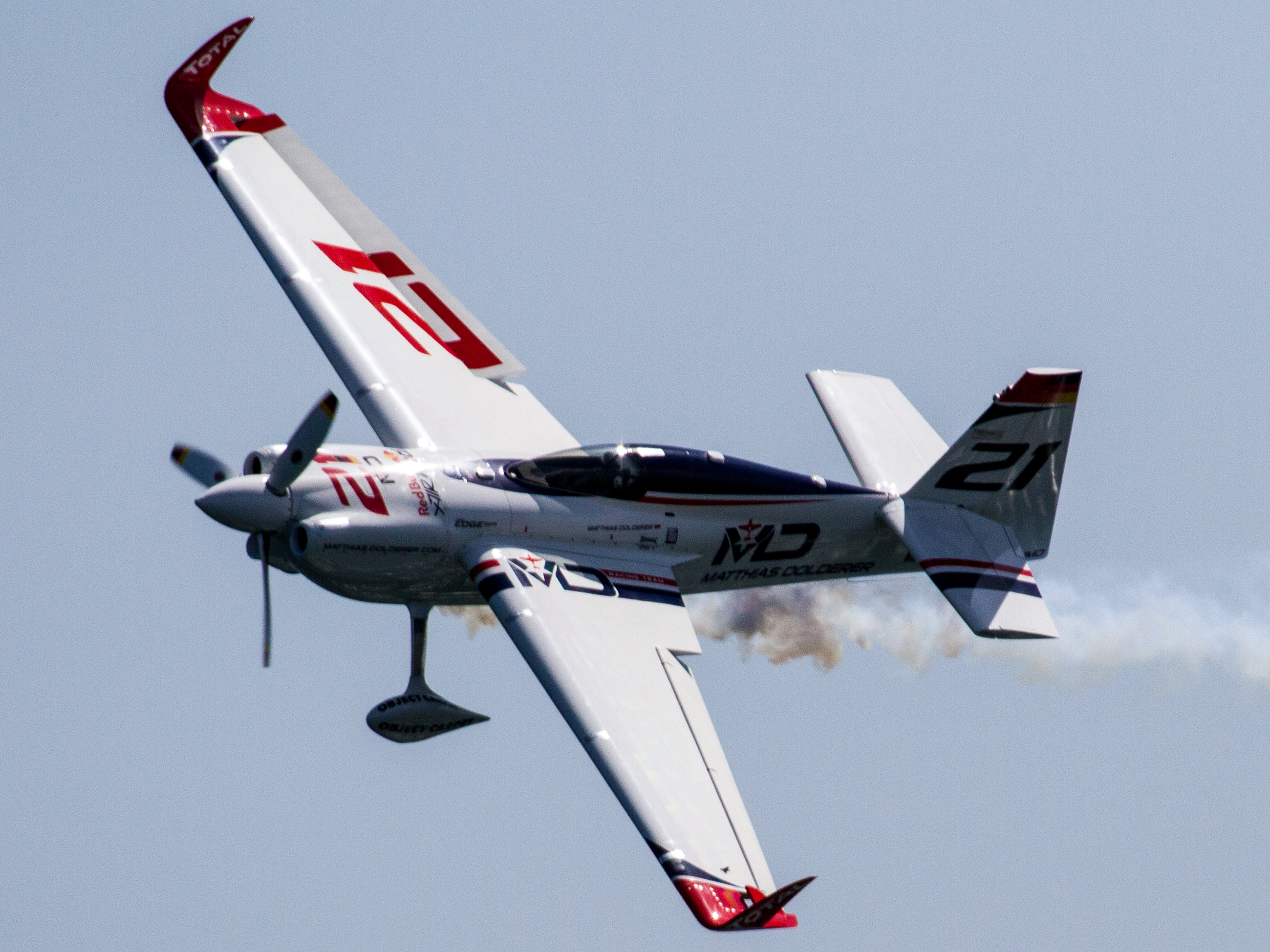
Edge 540 V3 von Matthias Dolderer beim Red Bull Air Race 2017 in Chiba - N721MD

Dolderer startet seit 2009 in der Red Bull Air Race Weltmeisterschaft. Aufgrund seiner Erfolge wurde Dolderer zum Red Bull Air Race Qualification Camp im spanischen Casarrubios eingeladen. Hier erhielt er die Superlizenz, die Voraussetzung zur Teilnahme an der Red Bull Air Race Weltmeisterschaft. 2009 bestritt er seine erste Saison als Rennpilot bei der „Formel 1 der Lüfte“. Beim Auftaktrennen in Abu Dhabi holte Dolderer gleich den ersten WM-Punkt. Das Rennen in Budapest, Ungarn mit einem überraschenden fünften Platz brachte Dolderer seinem Ziel, die Weltmeisterschaft in den Top 10 abzuschließen, einen entscheidenden Schritt näher.
Dolderer überraschte das gesamte Feld der erfahrenen Piloten bereits bei seinem WM-Debüt 2009 und wurde Dritter beim Saisonfinale in Barcelona. Auch trotz mehrfacher Zeitstrafen bei diesem letzten Saison-Rennen sicherte er sich schließlich den 9. Platz in der Gesamtwertung, nachdem er zuvor mit Platz 11 sein Ziel zu verfehlen drohte.
| 2009                                                 | 11.1 | 13.0 | 13.0 | 5.7     | 6.6  | 3.9  |      |      | 23    | 0 | 9.  |
| 2010                                                 | 7.5  | 7.5  | 10.2 | 5.7     | 10.2 | 7.5  | CAN  | CAN  | 26    | 0 | 8.  |
| Serie wurde zwischen 2011 und 2013 nicht ausgetragen |      |      |      |         |      |      |      |      |       |   |     |
| 2014                                                 | 6.3  | 9.0  | 8.1  | 11.0    | 4.5  | 4.5  | 3.7  | 11.0 | 21    | 0 | 7.  |
| 2015                                                 | 9.0  | 3.7  | 6.3  | 7.2     | 10.0 | 6.3  | 5.4  | 3.7  | 26    | 0 | 5.  |
| 2016                                                 | 2.12 | 1.15 | 8.3  | 1.11.25 | 2.12 | 2.12 | 1.15 | CAN  | 80.25 | 3 | 1.  |
| 2017                                                 | 4.7  | 3.9  | 4.7  | 13.0    | 10.1 | 8.3  | 12.0 | 2.12 | 39    | 0 | 7.  |
| 2018                                                 | 13.0 | 2.12 | 8.3  | DNS     | 13.0 | 9.2  | 11.0 | 13.0 | 17    | 0 | 12. |
| 2019                                                 | 11.3 | DNS  | 13.1 | 12.2    |      |      |      |      | 6     | 0 | 14. |

(Legende: DNP = Nicht teilgenommen; DNS = Nicht gestartet; DSQ = Disqualifiziert; CAN = Abgesagt)

#### Weltmeister 2016
Matthias Dolderer hat in Indianapolis das vorletzte Rennen des Red Bull Air Race 2016 gewonnen und sich damit vorzeitig und als erster Deutscher zum Weltmeister der schnellsten Motorsportserie der Welt gekrönt. Bei der Premiere im weltberühmten Motor Speedway feierte der 46-Jährige vor 62.000 Zuschauern vor dem Briten Nigel Lamb seinen dritten Saisonsieg und ist beim Finale in Las Vegas uneinholbar.